# Поњано
Поњано (итал. Pognano) је насеље у Италији у округу Бергамо, региону Ломбардија.
Према процени из 2011. у насељу је живело 1471 становника. Насеље се налази на надморској висини од 157 м.

## Становништво
Према резултатима пописа становништва 2011. у општини је живело 1.581 становника.
| 1931. | 1936. | 1951. | 1961. | 1971. | 1981. | 1991. | 2001. | 2011. |
| ----- | ----- | ----- | ----- | ----- | ----- | ----- | ----- | ----- |
| 733   | 734   | 801   | 808   | 919   | 1.115 | 1.156 | 1.241 | 1.581 |